# Chartocerus
Chartocerus is een geslacht van vliesvleugeligen uit de familie Signiphoridae. De wetenschappelijke naam van dit geslacht is voor het eerst geldig gepubliceerd in 1859 door Motschulsky.

## Soorten
Het geslacht Chartocerus omvat de volgende soorten:
- Chartocerus australicus (Girault, 1913)
- Chartocerus australiensis (Ashmead, 1900)
- Chartocerus axillaris De Santis, 1973
- Chartocerus beethoveni (Girault, 1915)
- Chartocerus bengalensis Hayat, 2004
- Chartocerus conjugalis (Mercet, 1916)
- Chartocerus corvinus (Girault, 1913)
- Chartocerus dactylopii (Ashmead, 1900)
- Chartocerus delicatus (Girault, 1933)
- Chartocerus elongatus (Girault, 1916)
- Chartocerus fimbriae Hayat, 1970
- Chartocerus fujianensis Tang, 1985
- Chartocerus funeralis (Girault, 1913)
- Chartocerus gratius (Girault, 1932)
- Chartocerus hebes (Girault, 1929)
- Chartocerus himalayanus Hayat, 2009
- Chartocerus hyalipennis Hayat, 1970
- Chartocerus intermedius Hayat, 1976
- Chartocerus kerrichi (Agarwal, 1963)
- Chartocerus kurdjumovi (Nikol'skaya, 1950)
- Chartocerus musciformis Motschulsky, 1859
- Chartocerus niger (Ashmead, 1900)
- Chartocerus novitzkyi (Domenichini, 1955)
- Chartocerus philippiae (Risbec, 1957)
- Chartocerus ranae (Subba Rao, 1957)
- Chartocerus reticulatus (Girault, 1913)
- Chartocerus rosanovi Sugonjaev, 1968
- Chartocerus ruskini (Girault, 1921)
- Chartocerus simillimus (Mercet, 1917)
- Chartocerus subaeneus (Förster, 1878)
- Chartocerus thusanoides (Girault, 1915)
- Chartocerus walkeri Hayat, 1970
- Chartocerus yunnanensis Tan & Zhao, 1995